# Elis Wadstein
Nils Elis Wadstein (født 16. juli 1861, død 19. juni 1942) var en svensk sprogforsker. 
Wadstein, der var professor i nyeuropæisk lingvistik med undervisningsforpligtelse i germanske sprog ved Göteborgs Högskola, var en anset germanist. Han arbejdede dels med nordiske problemer (Fornnorska homiliebokens ljudlära, Bidrag till tolkning och belysning av skalde- och eddadikter, I—VIII 1895—1902, Namnet Danmark, I—II 1918—19), dels med vestgermanske (Kleinere altsächsische Sprachdenkmäler 1899, en vigtig tekstudgave), dels søgte han endelig med meget held nyt lys over 
de gamle veje fra det vestlige germanske til det nordiske (blandt andet Friesische Lehnwörter im Nordischen 1922).